# La storia di una capinera (film 1917)
La storia di una capinera è un film del 1917 diretto da Giuseppe Sterni, basato sul romanzo Storia di una capinera di Giovanni Verga.

## Trama
Maria è una ragazza di quasi vent'anni che, nella Catania del 1854 in cui imperversava il colera, passa le sue giornate fuori dal convento di clausura, in attesa che la fine dell'epidemia le permetta di rientrare in convento per prendere concretamente i voti. Maria presto s'innamora del giovane figlio di un amico di famiglia: Antonio, chiamato familiarmente Nino, anche lui infatuato di lei. I due, però, non riescono a dichiararsi in tempo il loro amore reciproco e così Maria, quando giunge il momento di ritornare in convento per diventare monaca a tutti gli effetti, impazzisce dal dolore, un dolore così profondo che la porterà in breve tempo alla morte.